# Подязи
Подязи (пол. Podjazy, нім. Podjaß) — село в Польщі, у гміні Суленчино Картузького повіту Поморського воєводства.
Населення — 578 осіб (2011).
У 1975-1998 роках село належало до Гданського воєводства.

## Демографія
Демографічна структура станом на 31 березня 2011 року:
|          | Загалом | Допрацездатний вік | Працездатний вік | Постпрацездатний вік |
| -------- | ------- | ------------------ | ---------------- | -------------------- |
| Чоловіки | 303     | 83                 | 196              | 24                   |
| Жінки    | 275     | 91                 | 140              | 44                   |
| Разом    | 578     | 174                | 336              | 68                   |